# 半保留复制

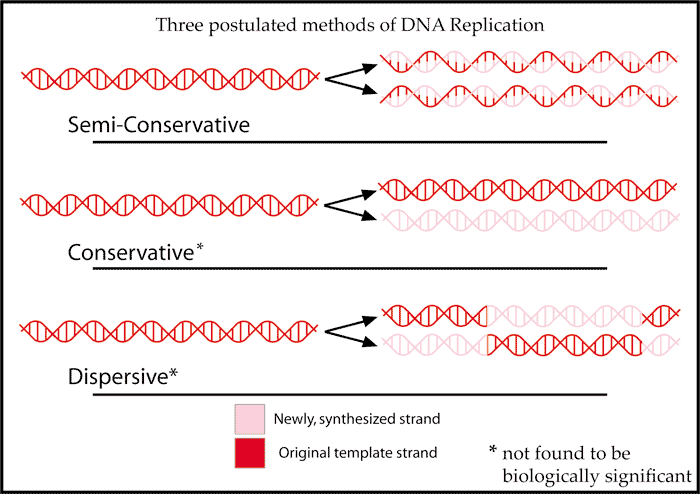
DNA複製的三種模型，由上到下分別是：半保留、全保留，以及混雜形式。

半保留複製（Semiconservative replication）是描述DNA的複製方式，目前已知的所有細胞皆以此方式進行複製。是三種主要的複製模型的其中之一，也是唯一確認存在於自然界中的模型。
在此模型中，兩條成雙鏈的DNA螺旋會先分開成為兩條DNA單鏈，這兩條DNA單鏈再各自成為複製模板，新的DNA單鏈合成於其上。因此完成複製之後新的DNA雙股螺旋分子，各自皆包含了一條新的DNA單鏈與一條舊的DNA單鏈。
此概念在證明以前，就已經是個較為合理的解釋，因為半保留能使複製出來的兩條雙螺旋各自保有一個模板。1958年，梅瑟生-史達實驗證明了半保留複製。之後則有利用放射性所作的實際觀測。
除此模型之外，還有兩種未發現過的模型：
- 全保留複製（Conservative replication ）：複製結果中，其中一條雙螺旋含有兩條舊的DNA單鏈，另一條則含有兩條新的DNA單鏈。
- 分散複製（Dispersive replication）：複製結果中，有一些段落是由兩條舊DNA單鏈組成，也有一些段落含有兩條新DNA單鏈。兩條雙螺旋皆如此。

## 發現

梅瑟生-史達實驗使用同位素發現半保留複製。

為了確定DNA如何復制，進行了多次實驗。半保留模型是由Nikolai Koltsov提出的，後來得到梅瑟生-史達實驗的支持，通過使用兩種同位素進行實驗證實了DNA是半保留複製的：氮-15 (15
N
)和氮-14  (14
N
)。